# Meg Cabot

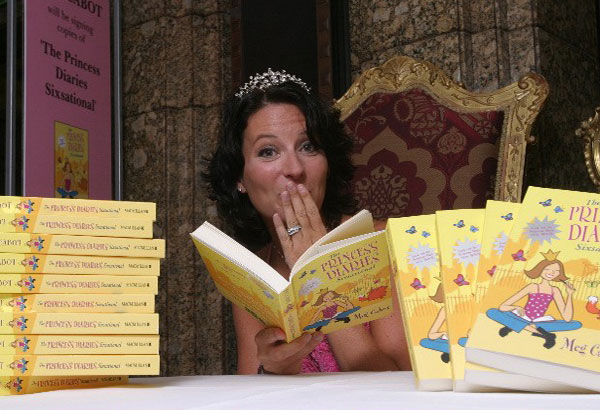
Meg Cabot.

Meg Cabot, ursprungligen Meggin Patricia Cabot, född 1 februari 1967 i Bloomington, Indiana, är en amerikansk författare för både ungdomar och vuxna. Hon har skrivit och publicerat över femtio böcker, och är mest känd för The Princess Diaries (En Prinsessas Dagbok), som Walt Disney Pictures har gjort två långfilmer av med samma namn. Cabots böcker har varit mottagare av många utmärkelser, bland annat New York Public Library, American Library Association Quick Pick, Tennessee Volunteer State TASL Book Award, Sense Pick, Evergreen Young Adult Book Award, IRA / CBC Unga Vuxna Choice och hon har ett flertal # 1 New York Times bestsellers. Cabots böcker har tryckts i fler än 15 miljoner upplagor.

## Biografi
Efter att Cabot tagit examen vid Indiana University flyttade hon till New York med målet att bli illustratör 1991. Hon slutade dock snart och började som assisterande chef i studentkorridoren på New York University.
Meg Cabot gifte sig med poeten Benjamin D. Egnatz 1 april 1993. 
Efter att ha bott i Indiana, Kalifornien, New York och  Frankrike är hon nu bosatt i Key West, Florida. Hon bor även i Bloomington, Indiana.

## Pseudonymer
Meg Cabot nyttjar sig av ett flertal pseudonymer. Meggin Cabot använder hon sig av när hon skriver historiska romaner. Meg Cabot använder hon när hon skriver böcker till unga läsare. I de första fyra böckerna i serien som börjar med Hemsökt används pseudonymen Jenny Carroll.

### Böcker för ungdomar
- En prinsessas dagbok - serie
- Saknad - serie
- Hemsökt - serie
- Queen of Babbel (Babbeldrottningen) - serie
- Washington D.C.+ Nu eller aldrig - serie
- Idolen
- Så blir du populär
- Ett oemotståndligt begär (Ett fall för Heather Wells)
- Håll huvudet kallt (Ett fall för Heather Wells)
- Katie Ellison ljuger inte
- Jinx
- Airhead - serie
  - Att vara Nikki - fortsättning på Airhead
  - Jagad - fortsättning på Att vara Nikki
- Avalon High (finns bara i engelsk upplaga) - har även blivit film

### Böcker för barn
- Allie Finkles Regler för tjejer- Bok 1. Flytten
- Allie Finkles Regler för tjejer- Bok 2. Den nya tjejen
- Allie Finkles Regler för tjejer- Bok 3. Bästisar
- Allie Finkles Regler för tjejer- Bok 4. Scenskräck
- Allie Finkles Regler för tjejer- Bok 5. Födelsedagsfesten
- Allie Finkles Regler för tjejer- Bok 6. Utflykten

## Författarskap

### Saknad
I serien Saknad har hon bland annat utgett böckerna Träffad av blixten, Kodnamn Cassandra, Gömstället, Fritagningen och Okänd identitet. Det har producerats en kanadensisk tv-serie (Missing) som är baserad på Saknad-böckerna och handlar om flickan Jess som har förmågan att hitta försvunna personer.

### Hemsökt
Hemsökt är en annan serie Cabot skrivit, och den första boken heter Hemsökt - Älska dig till döds. Själva serien handlar om 16-åriga Susannah som flyttat från New York till Kalifornien. Susannah är en helt vanlig tonårstjej, förutom att hon kan tala med de döda, hon är en medlare. Som medlare har hon uppdraget att hjälpa de döda med att gå vidare till den andra sidan. Men en som inte vill lämna denna värld är Jesse, det spöke som bott i hennes rum i snart 150 år.